# Rysslands filmhistoria
Rysslands filmhistoria tar upp filmens utveckling i Ryssland efter Sovjetunionens fall 1991.
Sovjetunionens kollaps innebar ett abrupt slut för rysk och andra före detta sovjetrepublikers kvalitetsfilm. Det kommande decenniet gjordes väldigt få filmer av högre klass, och många av dem som fick bra kritik fick ingen större spridning. Några av dessa är Oblako-ray och Brända av solen (ryska: Утомлённые солнцем, Utomlyonnye solntsem). Barberaren i Sibirien (1998, ryska: Сибирский цирюльник) av Nikita Mikhalkov blev väldigt känd. Den nya ryska filmen är mer vinstorienterad, ödet för den kreativa skaparfrihetens framtid är mer otryggt. 
Några filmmakare har dock inspirerats från de gamla mästarna. Några av dem är Alexander Sokurov, som har fått smeknamnet "Den nya Tarkovskij", har gjort några högt ansedda filmer, bland andra: Mor och son, Den ryska arken (världens första oklippta spelfilm) och Solen. Filmer med liknande teman, som Återkomsten (Vozvrashcheniye) och Vägen till Koktebel har också fått gott beröm. Återkomsten vann två priser på Filmfestivalen i Venedig. Efter att i ett årtionde mest ha förekommit som TV-program och på specialinriktade teatrar, började den animerade filmen återfå sin stora popularitet i den ryska publiken (till exempel Dobrynya Nikitich och Zmey Gorynych och Prins Vladimir).
Idag fyller den ryska filmen även nationalistiska ändamål, ett exempel är 1612. Filmen har gjorts i ett försök att förklara för den ryska publiken varför den nationella helgdagen flyttades från 7 november (dagen för oktoberrevolutionen) till 4 november (Nationella unionens dag, som hedrar minnet av befriandet av Moskva från de polska invaderarna 1612).
Den nya ryska filmen har också nått den internationella publiken med filmer som Night Watch och uppföljaren Day Watch.